# Michel Deutsch
Pour les articles homonymes, voir Deutsch.
Ne doit pas être confondu avec le traducteur Michel Deutsch
 (novembre 2013).
Si vous disposez d'ouvrages ou d'articles de référence ou si vous connaissez des sites web de qualité traitant du thème abordé ici, merci de compléter l'article en donnant les références utiles à sa vérifiabilité et en les liant à la section « Notes et références ».
 (avril 2018).
Améliorez-le ou discutez des points à vérifier. 
Michel Deutsch, né le 20 mars 1948 à Strasbourg, est un écrivain, dramaturge, traducteur, scénariste et metteur en scène français.

## Biographie
Michel Deutsch a été à l’origine en France, avec Jean-Paul Wenzel et Michèle Foucher, de ce qu’on a appelé le « Théâtre du Quotidien ». Il s’est ensuite tourné avec Philippe Lacoue-Labarthe vers Hölderlin et la tragédie grecque (au TNS, alors dirigé par J.-P. Vincent). Avec André Wilms, dans les années 1990, au théâtre de la Bastille, au TNP et au TNS, il a élaboré, par une série de spectacles intitulés Imprécations, un théâtre politique et musical.
Pour France 3, il a réalisé Alsace, terre étrangère, Hôtel de l’Esprit, Le Voyage à Tübingen et "Ils étaient comme à la recherche de rêves perdus".  
Pour Arte, il a écrit, avec Henri de Turenne, le scénario de Les Alsaciens ou Les deux Mathildes (réalisation Michel Favard), Sept d’Or et Grimme Preis du meilleur scénario… et avec Bernard Favre Surface de réparation (Arte). 
Il a également réalisé (en Suisse) pour le cinéma un long métrage (non encore distribué) : Le Principe incertitude.
Pour France Culture, il a écrit notamment La Disparue (5 épisodes), Aujourd’hui et Meeting with Hammett, réalisation Blandine Masson…
Parmi ses dernières mises en scène, on peut citer Desert Inn (Théâtre de l’Odéon, Paris), Lenz de Wolgang Rihm (Musica et Opéra de Strasbourg), Wozzeck d’Alban Berg (Opéra de Nancy), Abschied (Th. du Marstall - Munich), Hamlet Machine de Heiner Müller (Prinzregententheater, Munich), Müller Factory (Théâtre Saint-Gervais à Genève, MC 93 à Bobigny) et La décennie rouge – grand prix de littérature dramatique 2008 – (Théâtre de la Colline, Paris), Le Pont des Ombres de Olivier Dejours (Opéra de Strasbourg), L'Invention du monde de Olivier Rollin (MC 93), La Chinoise 2013 (Th. Saint-Gervais Genève, MC93 Bobigny).  
Il a publié une quarantaine d’ouvrages (essais, romans, pièces de théâtre, poésie) chez Christian Bourgois éditeur, aux éditions Stock et aux éditions de L’Arche, et fondé, avec Jean-Christophe Bailly et Philippe Lacoue-Labarthe, aux éditions Christian Bourgois, la collection  « Détroits ».
Ses pièces ont été traduites dans une dizaine de langues et mises en scène en France notamment par Robert Gironès, Alain Mergnat, Bruno Bayen, Jean-Louis Hourdin, Michèle Foucher, Jean-Pierre Vincent, Georges Lavaudant, Alain Françon, Matthias Langhoff…